# Siurana, el poble
Siurana, el poble és un quadre realitzat per Joan Miró el 1917 que actualment forma part de la col·lecció permanent de la Fundació Joan Miró de Barcelona, mitjançant un dipòsit de col·lecció particular

## Context
En un entorn artístic dominat pel noucentisme, les primeres pintures de Miró palesen un estil eclèctic, que concilia facetes cubistes amb colors fauvistes i la solidesa de Cézanne amb línies de força pròpies del futurisme. Els seus coneixements provenen d'artistes exiliats a Barcelona, exposicions i revistes d'avantguarda catalanes i franceses.